# Browntown (Oregon)
Browntown az Amerikai Egyesült Államok északnyugati részén, Oregon állam Josephine megyéjében elhelyezkedő önkormányzat nélküli település, egykori bányászváros.